# イタリアン (新潟)
|                   |                                       |
| 主な地域          | 新潟県下越地方、中越地方、 他周辺地域 |
| 発案時期          | 1959年                                |
| 発案店 （発案者） | みかづき（三日月晴三）                |

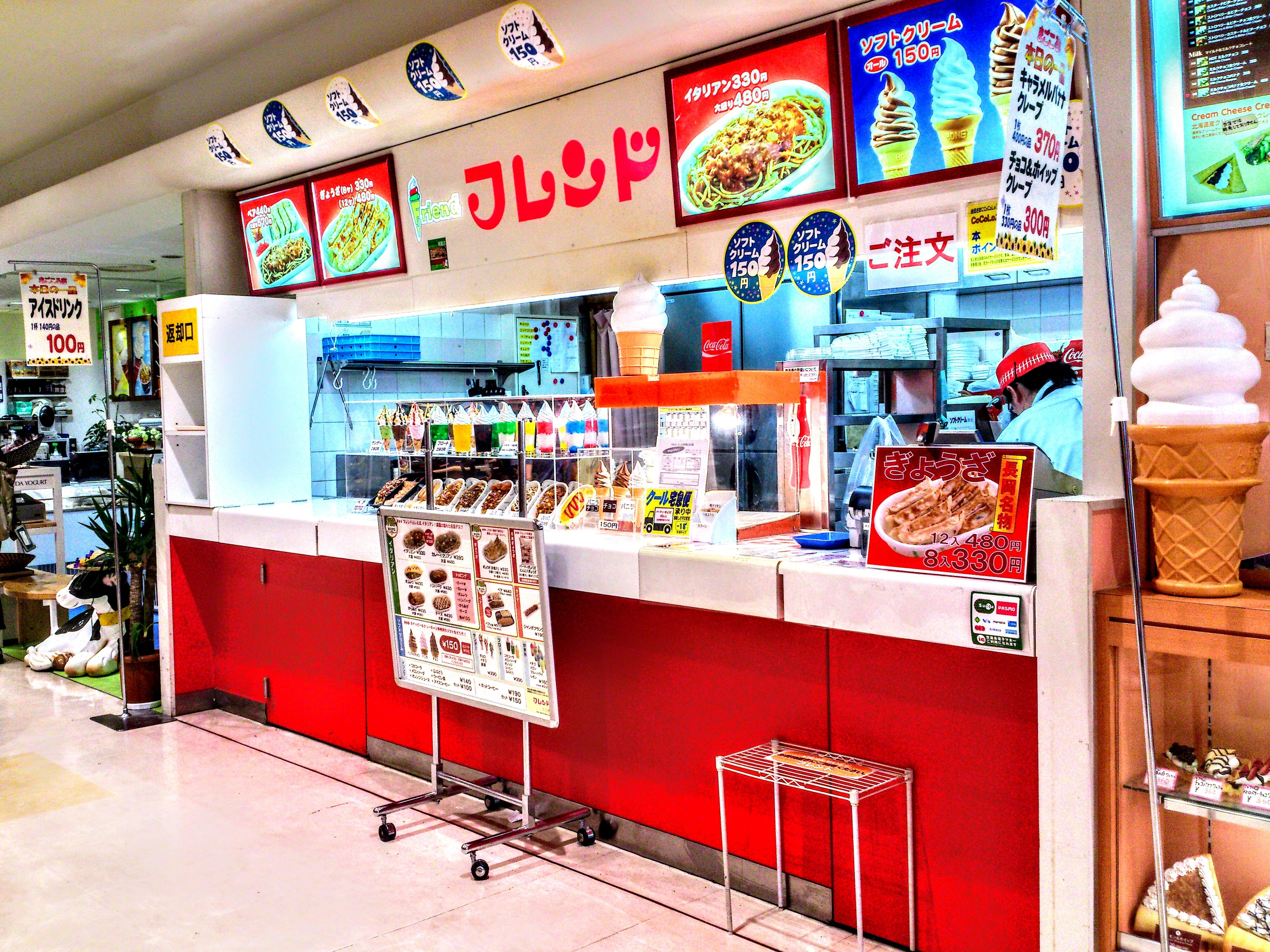
イタリアンを販売するフレンドの店舗

イタリアンとは、新潟県の下越地方・中越地方で提供されているファストフード。トマトソースやミートソースなどの具材入りソースが麺の上にかかっており、焼きそばの一種として扱われることもある。主にカフェテリア型のチェーン店で提供されている。新潟県民（とりわけ下越・中越地方在住者）の間では長年にわたって浸透しているファストフードであり、県外に出て初めて新潟だけのものであると気付く者もいるほどである。
本記事では、新潟県内外の類似した麺料理についても扱う。

## 概要
蒸した太めの中華麺に具としてモヤシやキャベツを加え、多めの食用油で炒めてウスターソースなどで味付けが施された焼きそばに、トマトソースやミートソースなど様々な具材が入ったソースを掛けたものである。名前から想像されるスパゲティなどのイタリア料理ではない。
塩気は比較的控えめで、トマトの甘味や酸味が前面に出た味わいとなっている。上掛けするソースはトマトソースやミートソース以外にも、カレーソース、ホワイトソース、エビチリ、麻婆豆腐などバリエーションがあり、トッピングを添えたり、フライドポテトや餃子とのセットメニューで供されることもある。

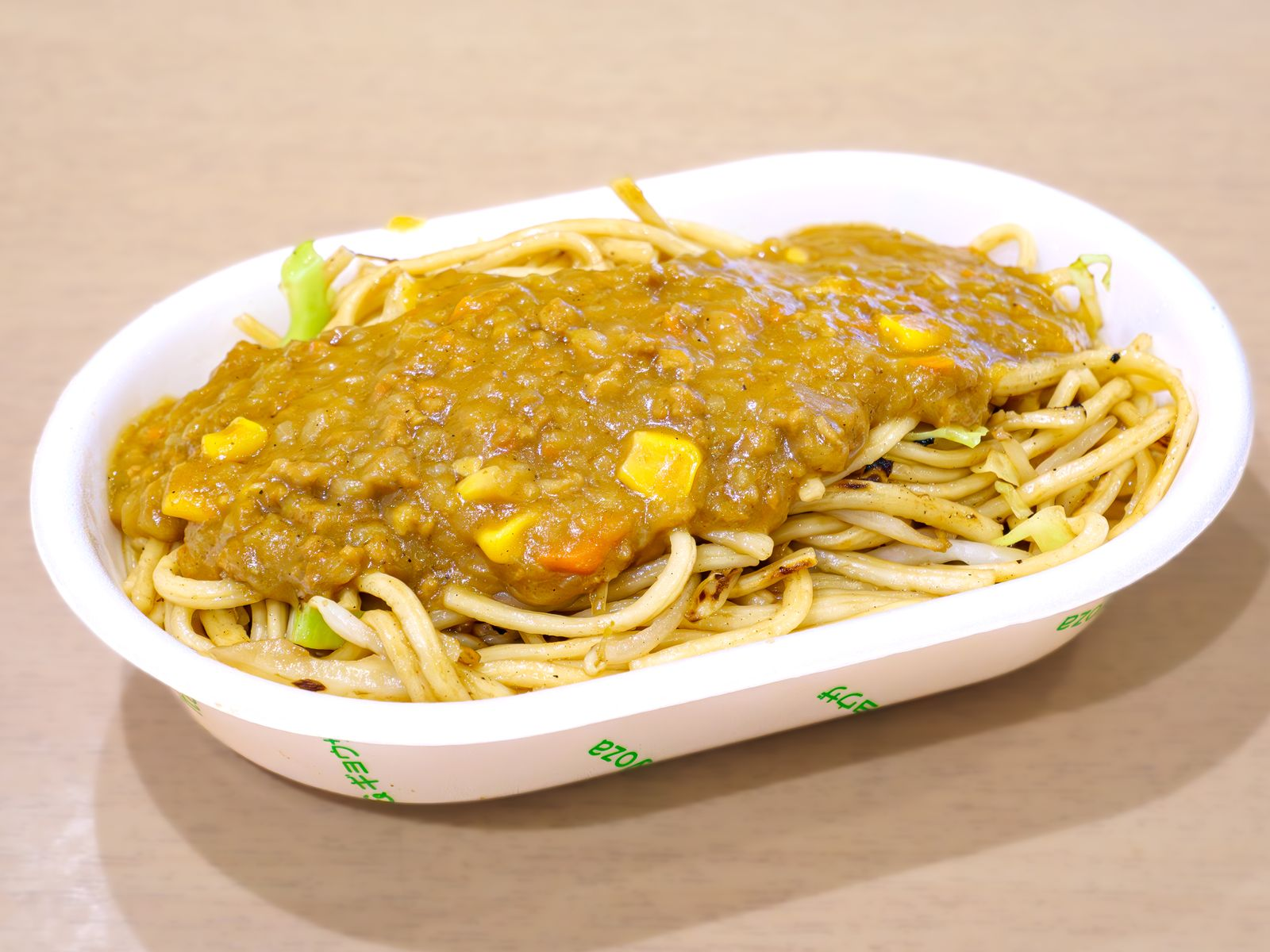
カレーソース （フレンド）
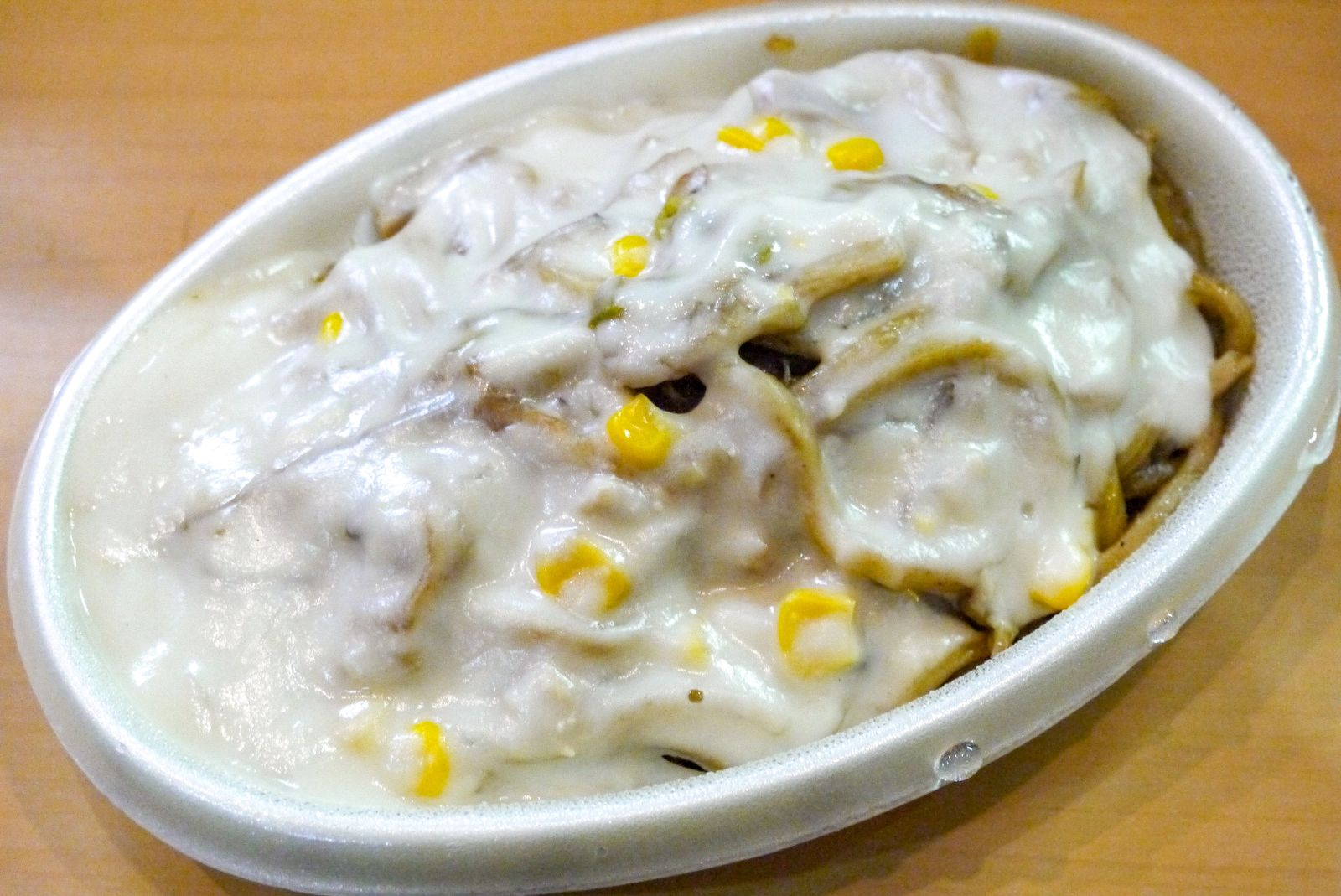
ホワイトソース （みかづき）
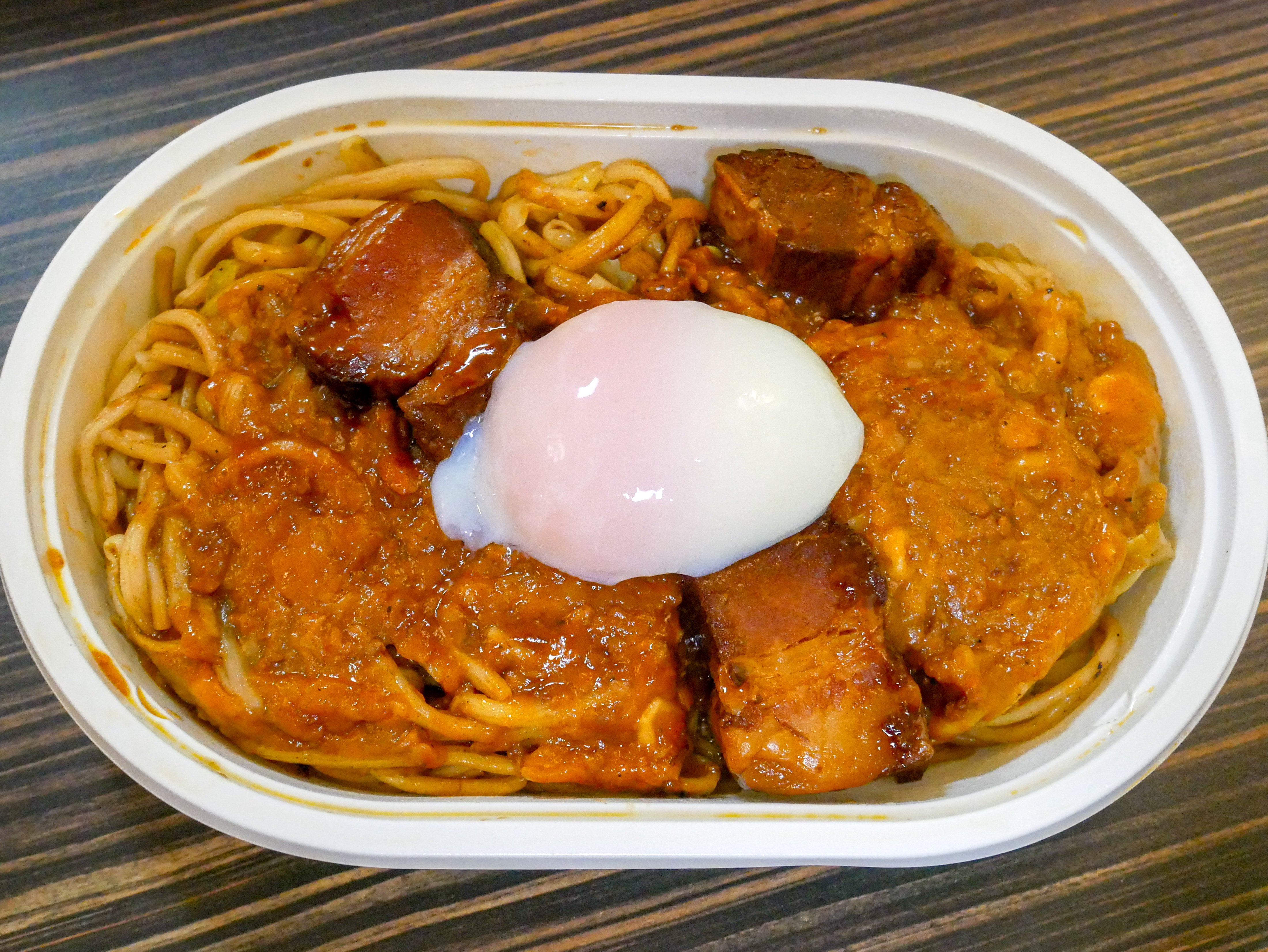
角煮 （フレンド）

## 発祥
1959年に、新潟市（現在の同市中央区）の甘味喫茶店「三日月」（1972年にみかづきに改称）のオーナー経営者であった三日月晴三は、箱根での経営者セミナー受講のために上京した際、東京都中央区京橋の甘味処「中ばし」で、大阪風の焼きそばをアレンジしたソース焼きそばに遭遇した。彼はこれにヒントを得て、イタリアンスパゲッティのイメージを取り入れ、フォークを用いて食べるスタイルのイタリアンを考案したとされる。
「三日月」ではイタリアン発売開始の翌年、新潟市内の小学校で開かれた文化祭のバザーに模擬店を出店してイタリアンを売り出したところ、口コミで評判が広まり、「三日月」の売り上げの中心を占めるメニューへと成長した。この新しいファストフードは翌1960年から「三日月」のメニューに加えられ、地元で普及し始めた。
長岡市の甘味処「長岡饅頭本舗」（現在のフレンド）の経営者である木村政雄は同じ商業セミナーで学ぶなど、三日月晴三と親交があった。当時の両社の商圏はそれぞれ新潟市内と長岡市内に限られ、競合の恐れがなかったことから、「長岡饅頭本舗」でもイタリアンを販売するようになった。
その後、両社は麺や具材の一般向け販売や、イベントの模擬店への出店協力も行った。こうした影響から、1960年代後半以降に下越地方・中越地方で学校の文化祭やバザーなどの模擬店がイタリアンを扱うようになり、両社がそれぞれのテリトリーで店舗をチェーン展開したことと相乗して、地元で広く親しまれるメニューとなった。

## みかづきとフレンド

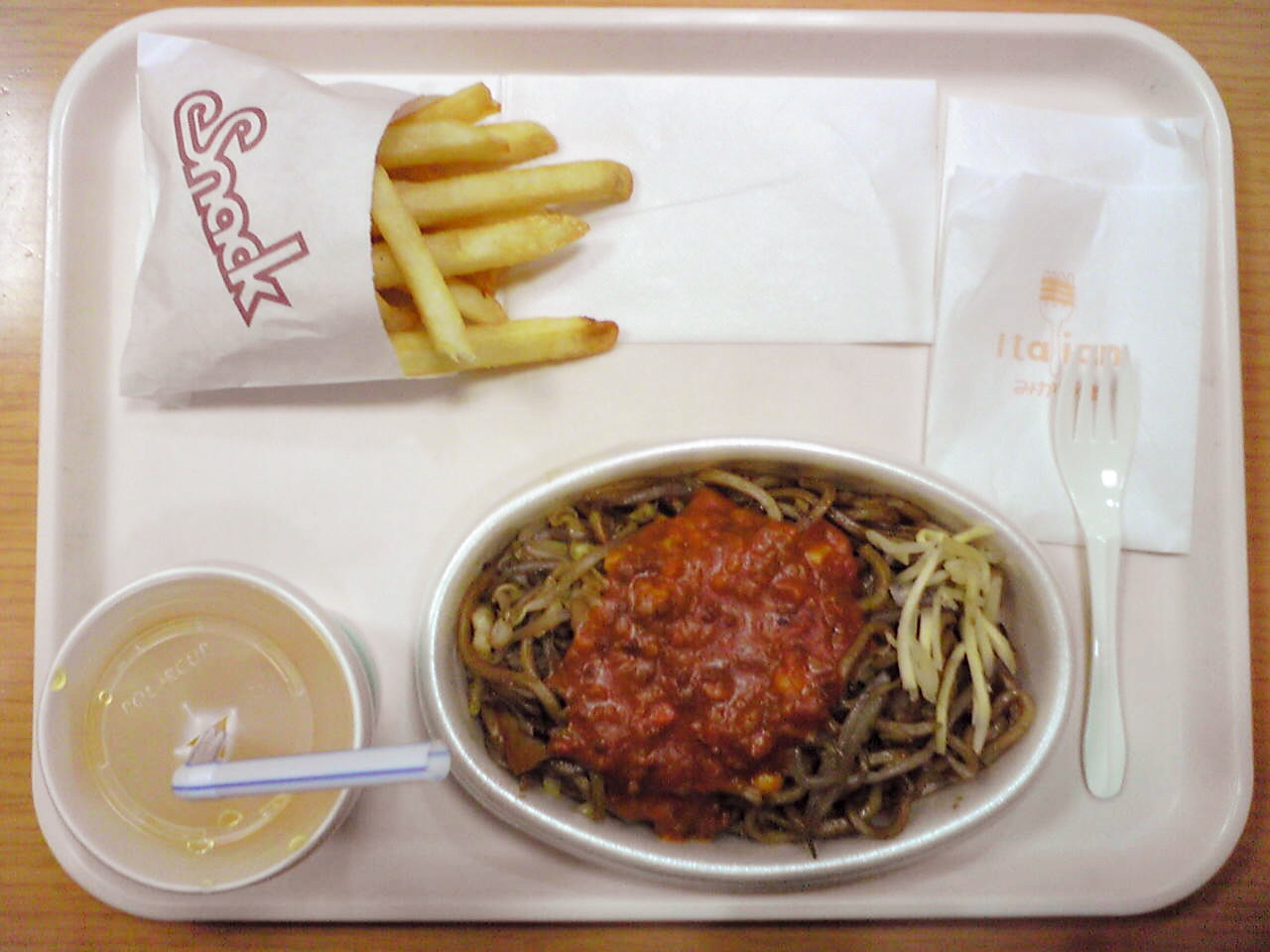
「みかづき」のセットメニューの一例。イタリアンとフライドポテト、ドリンク（共にSサイズ）のセット

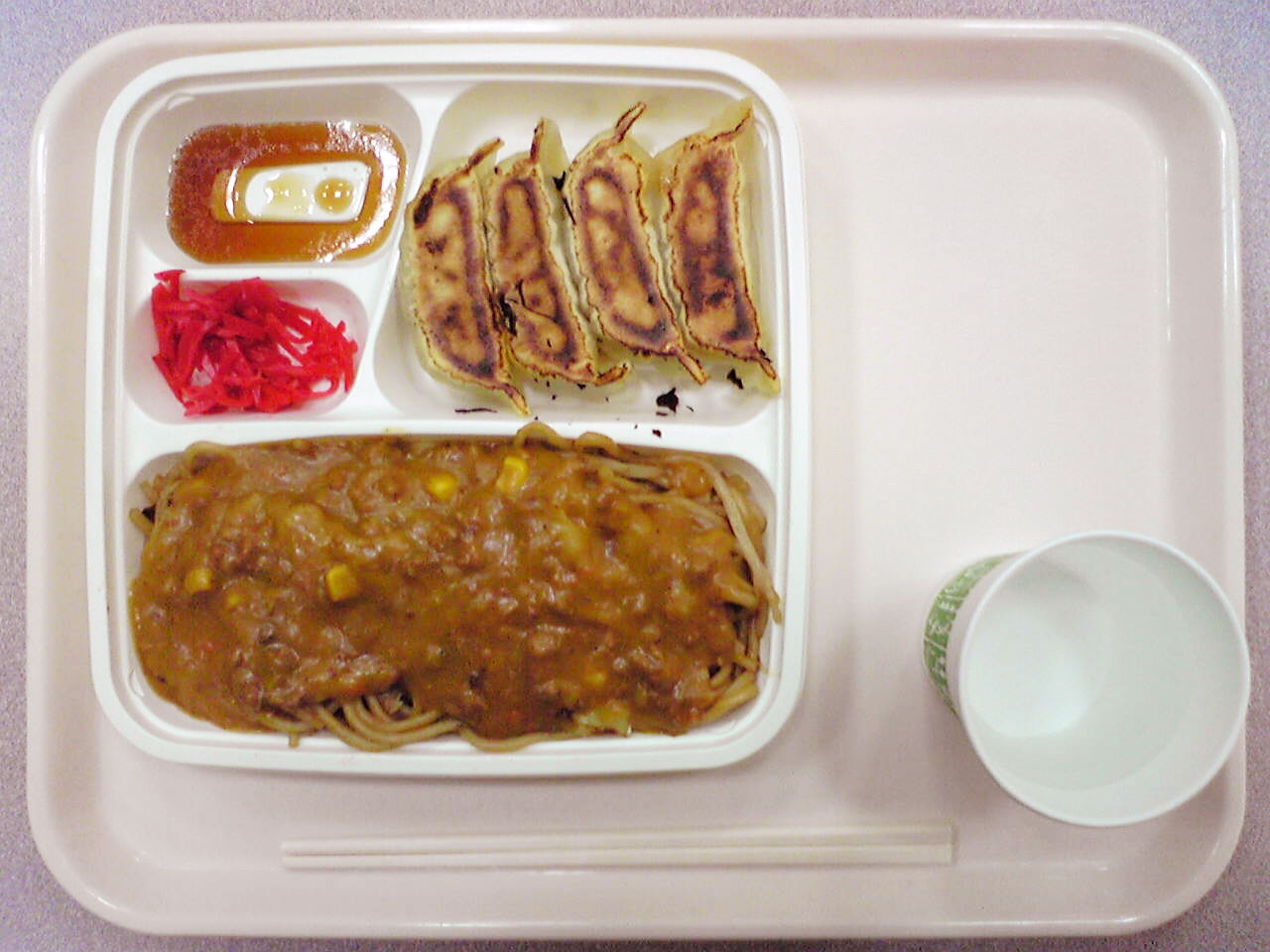
「フレンド」のセットメニューの一例。イタリアンと餃子4個の「ペアセット」

両社のチェーン店は地元のスーパーマーケットや駅などに展開しており、地元の人々の間では店内でのイートインの他、テイクアウトで自宅や職場での軽食などにも重宝されている。
同じイタリアンでもみかづきとフレンドでは特徴に違いがあり、それぞれ独自性を発揮している。みかづきのイタリアンは角太麺のソース焼きそばに、トマトの酸味とタマネギの甘みが前面に出たソースを掛け、白生姜の塩漬けを細かく千切りにしたものが付け合わせとして添えられ、フォークで喫食する。一方、フレンドのイタリアンは丸い中細麺のソース焼きそばに挽き肉入りのミートソースを掛け、付け合わせには紅生姜が添えられ、割り箸で喫食する。
みかづきがフォークを使用するのは、前述のようにイタリアンスパゲティをイメージしていることが背景にある。一方で、フレンドが箸を使用するのは、イタリアンを餃子とセットで販売してきた名残りである。

### 商圏
現在、みかづきは下越地方の新潟市を中心に、フレンドは中越地方の長岡市を中心にチェーン展開している。長年、互いの地元に出店しないという不文律が守られてきたが、近年は両社間での地域別棲み分けが崩れつつある。
2003年以降、みかづきは中越地方への進出を段階的に進めていた。小千谷市のスーパーマーケットベイシアスーパーセンター小千谷店、見附市のスーパーセンターPLANT5見附店に出店し、2010年3月19日には長岡市内のロードサイド型複合商業施設アクロスプラザ長岡に出店した。さらに両社の未出店地域であった上越地方へも進出し、上越市のスーパーマーケットバロー上越モールに出店した。しかしながら、2024年現在までにそのいずれもが閉店に至っている。
一方のフレンドも下越地方へ進出する動きを見せ、2010年10月30日に新潟市中央区の新潟駅ビルCoCoLo西に出店したが、2012年4月15日で閉店し、それ以後は下越地方に出店していない。
新潟市と長岡市のほぼ中間点に位置する県央地域では、以前から両社の店舗が並存している。三条市内のイオン三条店にはフレンドが、燕市内のイオン県央店にはみかづきが、それぞれ入居している。この両店舗は燕三条駅を挟んで約3kmの距離にある。この他にも、三条市内にはみかづきが昭栄通りでの単独出店を経てジャスコパルム店内に出店していたが、2001年にイオンが同店を撤退させたことに伴い、みかづきも閉店した。
地域別棲み分けが崩れたことについて両社は「時代の流れもあり、互いに成長すれば（相互進出は）避けられない」としている。また、近年のB級グルメブームも背景に、両社のイタリアンを食べ比べてもらい、相乗効果を狙いたいとの思惑もある。フレンド側は「（みかづきの中越進出後も）売り上げは変わっておらず、（シェアの）食い合いはない。むしろ競い合うことで注目を集め、イタリアン自体の知名度を高めたい」とし、一方のみかづき側も「県全体にイタリアンが広がっていくのは互いにプラスになる。地域で違ったイタリアンがあることを認知されてこそ新潟名物になれる」と、両社とも相互進出を前向きに捉えている。実際に、イベントや物産展などの機会に両社間のコラボレーションが不定期で実施されており、過去にはフレンドの焼きそばにみかづきのソースをトッピングしたコラボメニューの販売が行われたりもしている。

#### 全国展開の試み
みかづきとフレンドの両社は過去に新潟県外のフードテーマパークや、県外で開催されるイベントなどに出店しており、これらはイタリアン自体の特殊性もあいまって注目を集めている。また、両社とも過去に県外で店舗・テナントを出店したことがあるものの、比較的短期間で撤退を余儀なくされるなど、現在のところ定着には至っていない。
みかづきは、以前大阪府大阪市浪速区のなんばパークス内に所在したフードテーマパーク大阪ヌードルシティ 浪花麺だらけに、オープン当初の2003年10月から2004年2月までの期間限定で出店していた。出店期間中のイベント「ご当地麺合戦」では、パーク内の店舗でどの店が美味しかったかを問うアンケートで複数回1位を獲得したこともある。オープン当時にはテレビ東京でも珍しい麺料理として新潟イタリアンが取り上げられ、首都圏でも紹介された。
みかづきは2004年4月17日に長野県中野市のスーパーマーケットベイシアスーパーセンター中野店のオープン時にテナントを出店したが、2005年5月7日に閉店した。フレンドは1980年代に群馬県高崎市連雀町に店舗を出店していたが、その後閉店した。出店当時に来店した経験がある地元消費者の中には、イタリアンの味が忘れられず、長岡へ来訪した際にフレンドを訪れる人もいるという。

### その他

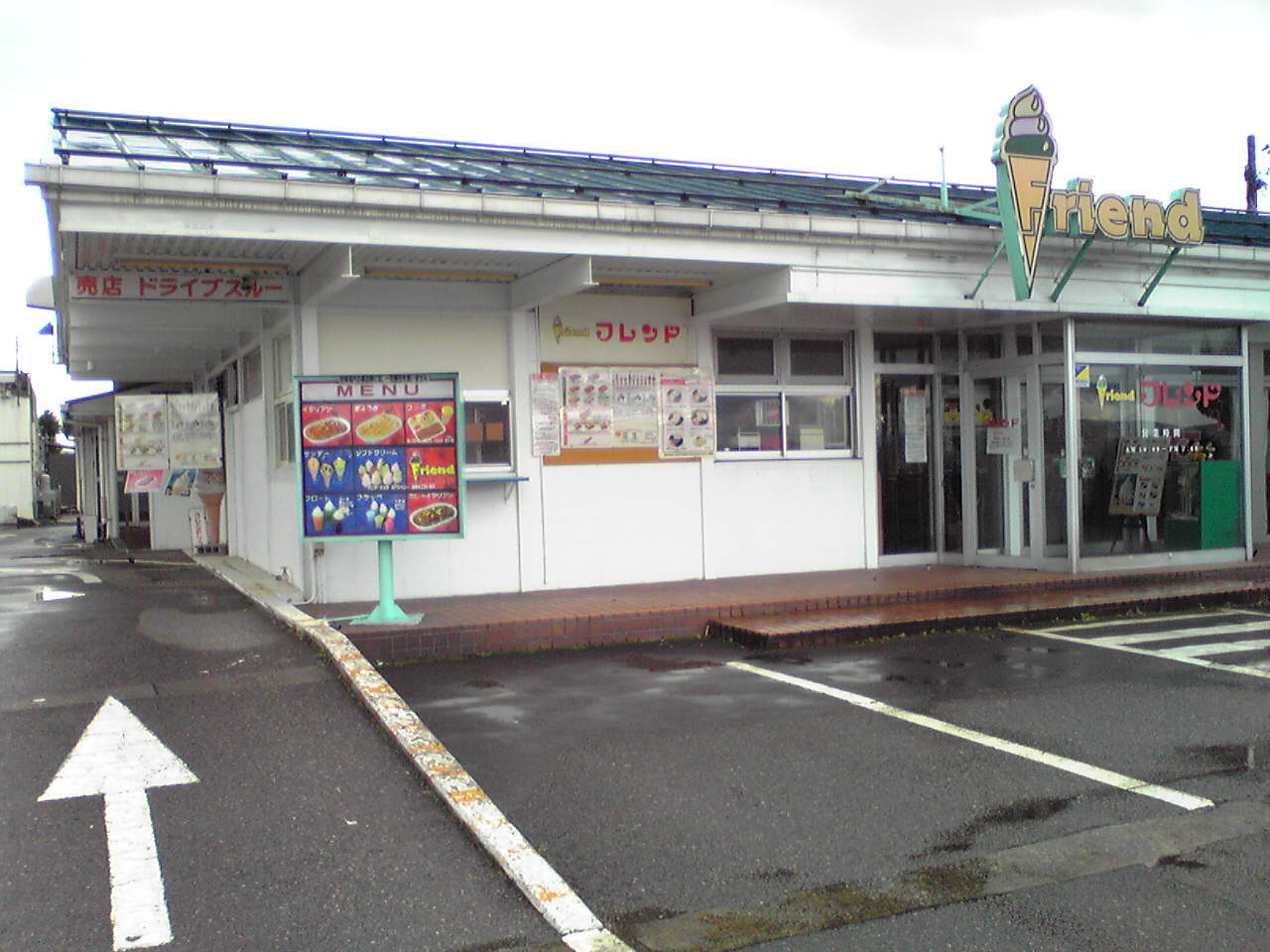
フレンド喜多町店のドライブスルー設備（新潟県長岡市）

国道8号・長岡バイパス沿いのフレンド喜多町店は1976年に開店した同社初のロードサイド型店舗で、ドライブスルーが設置されている。これはアメリカへの研修旅行の折り、ファストフード店のドライブスルーを目にした創業者が車社会への対応を見越して導入を決めたもので、日本国内のファストフード業界においては1977年に導入した日本マクドナルドに先んじた試みだった。喜多町店の敷地内には「日本初 ドライブスルー発祥の地」と記された看板が設置されている。
みかづきは、県内で開催されるプロスポーツイベントでもイタリアンなどを販売している。デンカビッグスワンスタジアムでJリーグやアルビレックス新潟のホームゲームが開催される際や、HARD OFF ECOスタジアム新潟でプロ野球公式戦（NPBやBCリーグ）が開催される際には、それぞれ売店ブースに不定期的に出店している。フレンドも長岡まつりなどのイベントで売店を開設している。

## 他社

### 新潟県内
ピーコック（新潟県長岡市）
2007年11月23日から自社オリジナルのトマトソースを掛けた「イタリアン焼そば」を、長岡市内にあるリバーサイド千秋内の系列店塚本家など新潟県内外の主な店舗で販売している。なお、かつて千葉県印西市のイオンモール千葉ニュータウン内のフードコートにも出店していたが、同店は2009年2月頃に閉店した。
小国製麺（新潟県胎内市）
2010年12月14日から袋入り生麺「みかづき監修 イタリアン」を販売している。従来から、スーパーマーケット各社やコンビニエンスストアセーブオンが主に新潟県内の店舗で販売するイタリアンの製造を行っているが、「一般家庭でも店の味を再現できるように」との狙いから、みかづきに監修を依頼して約半年間にわたって開発を進めた。麺は同社が自社製造し、トマトソースをパッケージに封入している。
同社は「新潟のソウルフードとしての位置付けを高めたい」、みかづき側も「相乗効果で知名度を高め、県外進出につなげたい」と、それぞれ展望を明らかにし、年数十万食の売り上げを見込んでいた。2010年12月下旬から県内のみかづき各店やスーパーで1万食程度を限定販売した上で、2011年1月10日から全国の大手スーパーで販売を開始し、のちに「カレーイタリアン」もラインアップに加わったが、2012年から商品名の「みかづき監修」が外され「新潟名物イタリアン焼そば」に改称し、「カレーイタリアン」は製造終了となった。
FM‐NIIGATAの番組「SOUND SPLASH」の企画で、セーブオンの新潟県内店舗限定でみかづき監修のオリジナル商品「スプラッシュ イタリアン 魅惑のペスカトーレ」（2007年4月27日〜5月14日）と「海の幸 辛口カレーイタリアン」（2008年4月22日〜）が発売されたこともある。
栗山米菓（Befco）（新潟市北区）
2011年3月に原信との共同企画で煎餅「ばかうけ イタリアン味」を発売した。
まき鯛車商店街（新潟県新潟市西蒲区）
かつて新潟県新潟市西蒲区（旧巻町）でタカノ食品が経営していたラーメンタカノにおいて、イタリアンの影響を受けて焼きそばにミートソースを掛けた「ナポリ」と、同じくカレーを掛けた「カリーナ」が提供されていた。ラーメンタカノは閉店したが、同地区のまき鯛車商店街の店舗がタカノ食品から許諾を得て「帰ってきたカリーナ」と銘打ち、商店街の飲食店が様々にアレンジを加えて提供している。
このほか、県内のスーパーマーケット各社やコンビニエンスストア各社も新潟県内の店舗を中心に、それぞれ「イタリアン焼きそば」「イタリアン風焼きそば」「焼きそばイタリアン」などと称した類似商品を発売している。一部は県外の店舗でも発売されることがある。

### 新潟県外
大庄（東京都品川区）
2008年春から一部の店舗で「イタリアン新潟」の販売を開始した。大庄の代表取締役である平辰は新潟県佐渡市の出身で、同年から東京新潟県人会の会長職を務めている。
トミーフード（福島県会津若松市）
ラーメンタカノの影響を受けた「ミート焼きそば」を1975年から提供している。トミーフードは2003年に一旦閉店したものの、2007年7月に再開している。現在は、会津カレー焼きそばというご当地グルメも派生している。

## 類似した麺料理

### 山梨県
山梨県内では、洋菓子・喫茶チェーンきねや（のちにキネドール・キネヤに改名）がソース焼きそばにミートソースをかけた「ミート焼きそば」（またはイタリアン焼きそば）を1970年代初めから提供していた。その後きねやは閉店（ちぼりに吸収合併）したが、現在も金糸雀（韮崎市）やチロル（山梨市）といったきねやの流れを汲む喫茶店で提供されているほか、中央市では中央市商工会青年部が地元産トマトを活かした「青春のトマト焼きそば」として復刻・発展させている。

### 滋賀県長浜市

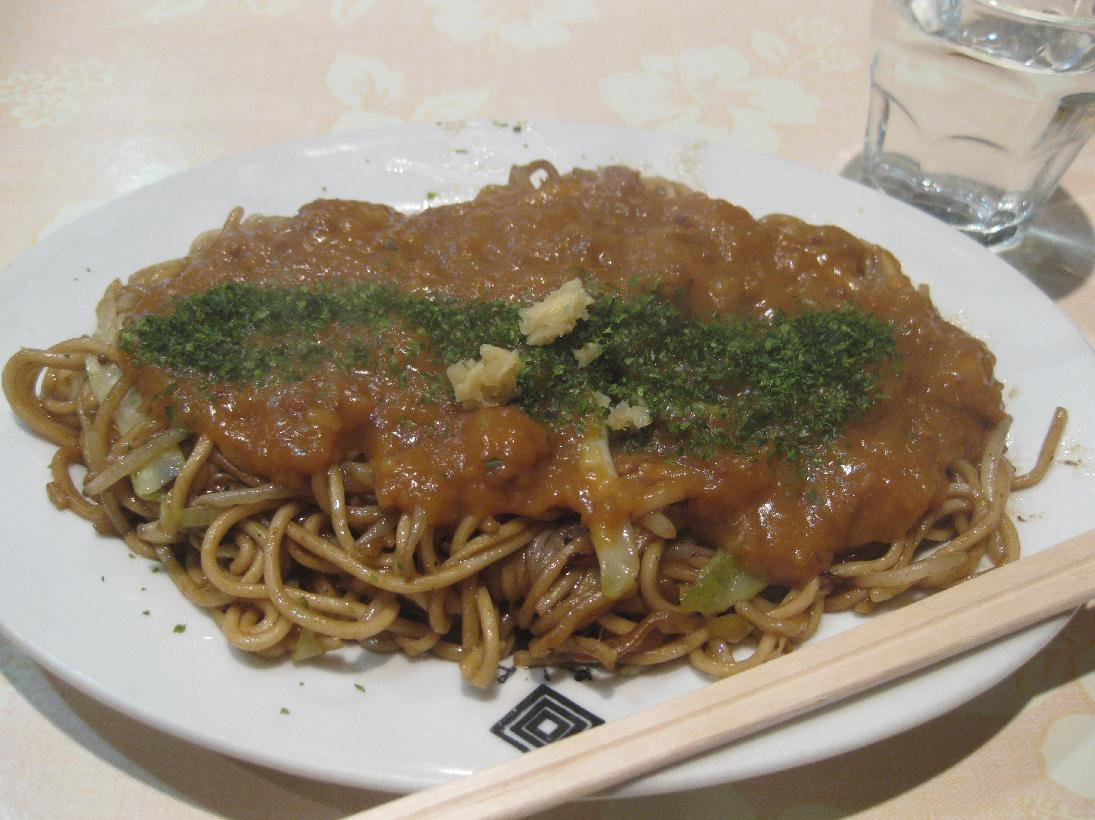
茶しんのイタリアン焼きそば

滋賀県長浜市では、茶真商店（茶しん）が焼きそばにイタリア風ソースを掛けた「イタリアン焼きそば」を1980年頃から提供しており、ホワイト餃子や暫（今川焼き）とともに店の名物メニューとなっている（かつては彦根市にも出店）。茶しんのイタリアン焼きそばはミートソース風味で、薬味に青海苔と生姜を使っている。新メニュー開発に熱心だった3代目が新潟のイタリアンを元に開発したという（ホワイト餃子と暫の提供開始も同時期）。

## イタリアンが登場する著作
- 麺屋台ロード ナルトヤ!第39話 ‐ 主人公の相手チームとしてイタリアンを作る屋台が登場し、主人公のチームは料理対決で負けてしまう。
- うらバン! ‐ 舞台となる架空の都市「浦和泉市」にイタリアンを扱うファストフードチェーン「みっかつき」が登場し、登場人物が学校帰りなどにイタリアンを食べに立ち寄る。
- 青春ぱんだバンド ‐ 長浜市が舞台の青春小説。主人公らが「茶々屋」で「イタリアン焼きそば」を食べるシーンがある。
- 艦隊これくしょん ‐艦これ‐ 4コマコミック 吹雪、がんばります!第95話 ‐ イタリア料理と勘違いしてイタリアンが振る舞われる。なお、発案した登場人物の名前が阿賀野と妙高（阿賀野川と妙高山が名前の由来）、教わって調理した登場人物の名前が三日月というオチがついている。
- NGT48 ‐ 同グループの楽曲「NGT48」の歌詞にみかづきのイタリアンが出てくる。

#### 書籍
1. ↑  馬場民雄『麺屋台ロード ナルトヤ!』 5巻、秋田書店〈週刊少年チャンピオンコミックス〉、2005年12月1日、97頁。ASIN B00D3DKMCW。ISBN 978-4253208550。
2. ↑  朝日新聞社 著、朝日新聞新潟支局 編『新潟の?』新潟日報事業社、2003年7月1日。ISBN 978-4-88862-985-0。

#### ウェブ媒体
1. 1 2 3  “新潟民の熱狂的な支持を受けるご当地B級グルメ「イタリアン」ってなんだ？”. みんなのごはん（ぐるなび）. (2015年12月4日) 2022年12月28日閲覧。
2. 1 2 3  “焼きそば＋ミートソースの旨味がクセになる！長岡市民のソウルフード「フレンド」の「イタリアン」は何度食べても飽きない”. みんなのごはん（ぐるなび）. (2017年4月25日) 2022年12月28日閲覧。
3. 1 2 3  “新潟名物「イタリアン」っていったい何？ 謎スパ「イタリアン」を取り寄せてみた”. 食楽WEB. (2018年2月10日) 2022年12月28日閲覧。
4. 1 2 3  “焼きそばにミートソース!?新潟の隠れた名物ご当地グルメ「イタリアン」”.  ぐるなび (2020年1月1日). 2011年7月7日閲覧。
5. 1 2  “イタリアンて何?”. みかづき 2022年12月28日閲覧。
6. ↑  株式会社みかづき：新潟県新潟市江南区江口、法人番号：5110001005395
7. ↑  株式会社フレンド（法人番号：4110001025824）、株式会社フレンド本部（法人番号：7110001023387）：新潟県長岡市喜多町字鐙潟
8. ↑  “[閉店]みかづき 小千谷店”.  イード. 2020年1月1日閲覧。
9. ↑  “みかづき 見附店 のご紹介”.   みかづき. 2020年1月1日閲覧。
10. ↑  “【閉店】フレンド CoCoLo新潟店”.  ニューズ・ライン. 2020年1月1日閲覧。
11. ↑  “日本発のドライブスルーはフレンド!?”.   ニューズ・ライン. 2011年7月7日閲覧。
12. ↑  “まき鯛車商店街 帰ってきたカリーナ”スペシャルサイト”.  まき鯛車商店街. 2011年7月7日閲覧。
13. ↑  “さらなる会津Ｂ級グルメ”.  日本放送協会. 2013年7月18日閲覧。
14. ↑  “B級グルメの真骨頂!トマト味が癖になるミートソース焼きそば”.   ぐるなび. 2016年2月12日閲覧。
15. ↑  “金糸雀／富士の国やまなし観光ネット”.   公益社団法人やまなし観光推進機構. 2021年9月24日時点のオリジナルよりアーカイブ。2021年9月24日閲覧。
16. ↑  塩崎省吾 (2012年2月10日). “チロル｜焼きそば名店探訪録”. 2021年4月14日時点のオリジナルよりアーカイブ。2021年9月24日閲覧。
17. ↑  “山梨県中央市の「青春のトマト焼きそば」は甘酸っぱい青春の味!?”.  マイナビ. 2013年3月22日閲覧。
18. ↑  “名物!?イタリアン焼きそば”.   彦根商店街連盟. 2002年12月10日閲覧。
19. ↑  “＜湖国の恵み　食をみつめて＞　（１０）長浜・イタリアン焼きそば”. 中日新聞. (2021年5月24日).  オリジナルの2021年5月23日時点におけるアーカイブ。 2021年9月23日閲覧。